# Umbo (micología)

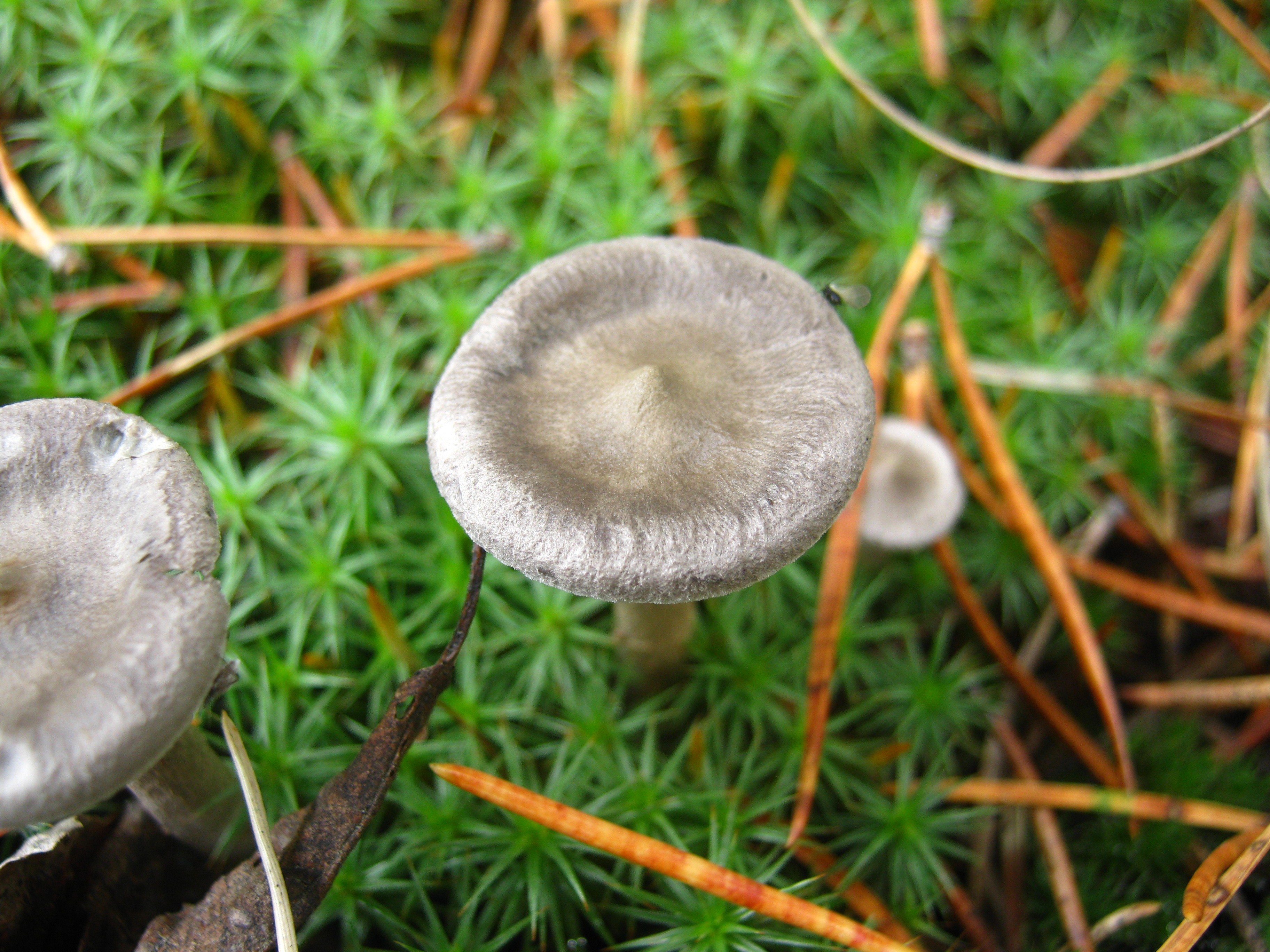
Cantharellula umbonata posee un umbo.

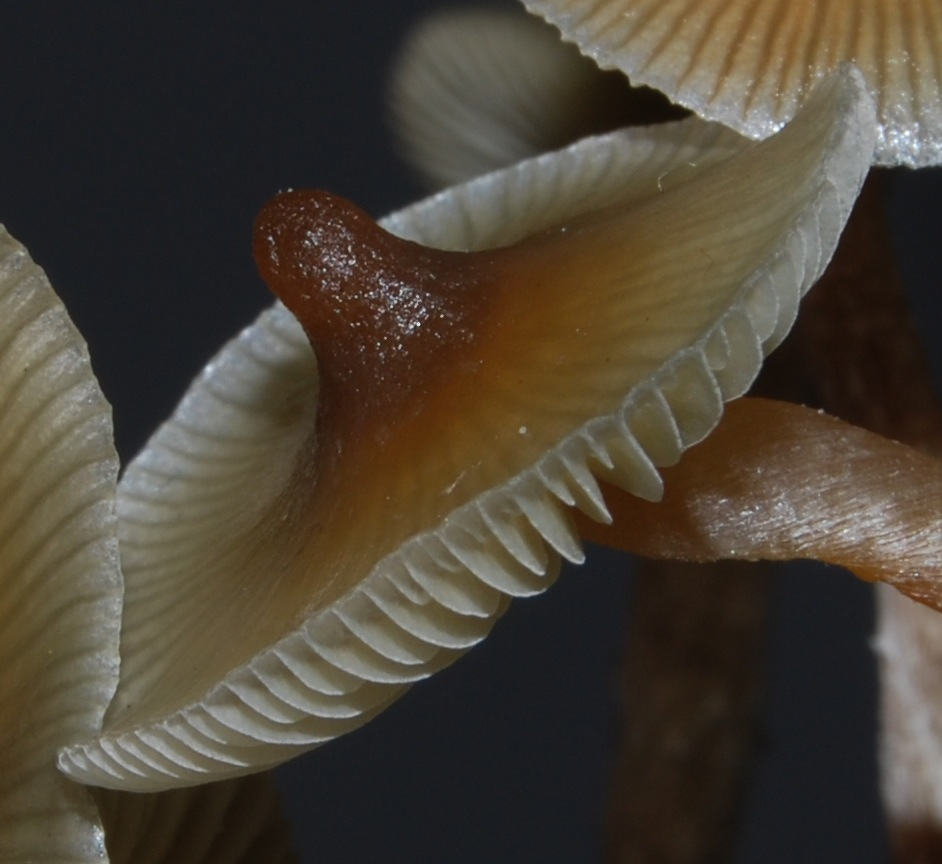
El sombrero de Psilocybe makarorae es papilado.

El umbo es un área más elevada, localizada en el centro del píleo de un hongo. Los sombreros que poseen esta característica se denominan «umbonados». Los umbos que son pronunciadamente finos se denominan «agudos», mientras que los más redondeados se llaman «umbos anchos». Si el umbo es más bien alargado, posee una cima redondeada y está bien delineado —de alguna manera, se parece a un pezón femenino—, se denomina «mamilado» o «papilado».